# Laasche
Laasche ist ein Ortsteil des Fleckens Gartow in der Samtgemeinde Gartow im Landkreis Lüchow-Dannenberg im Nordosten von Niedersachsen.
Nördlich von Laasche durchfließt die Seege den 0,4 km² großen Laascher See.
Am 1. Juli 1972 wurde die Gemeinde Laasche in den Flecken Gartow eingegliedert.